# Maison au 4, quai de la Bruche à Strasbourg
La maison au 4, quai de la Bruche est un monument historique situé à Strasbourg, dans le département français du Bas-Rhin.

## Localisation
Ce bâtiment est situé au 4, quai de la Bruche à Strasbourg.

## Historique
L'édifice fait l'objet d'une inscription au titre des monuments historiques depuis 1931.